# DAF Pony

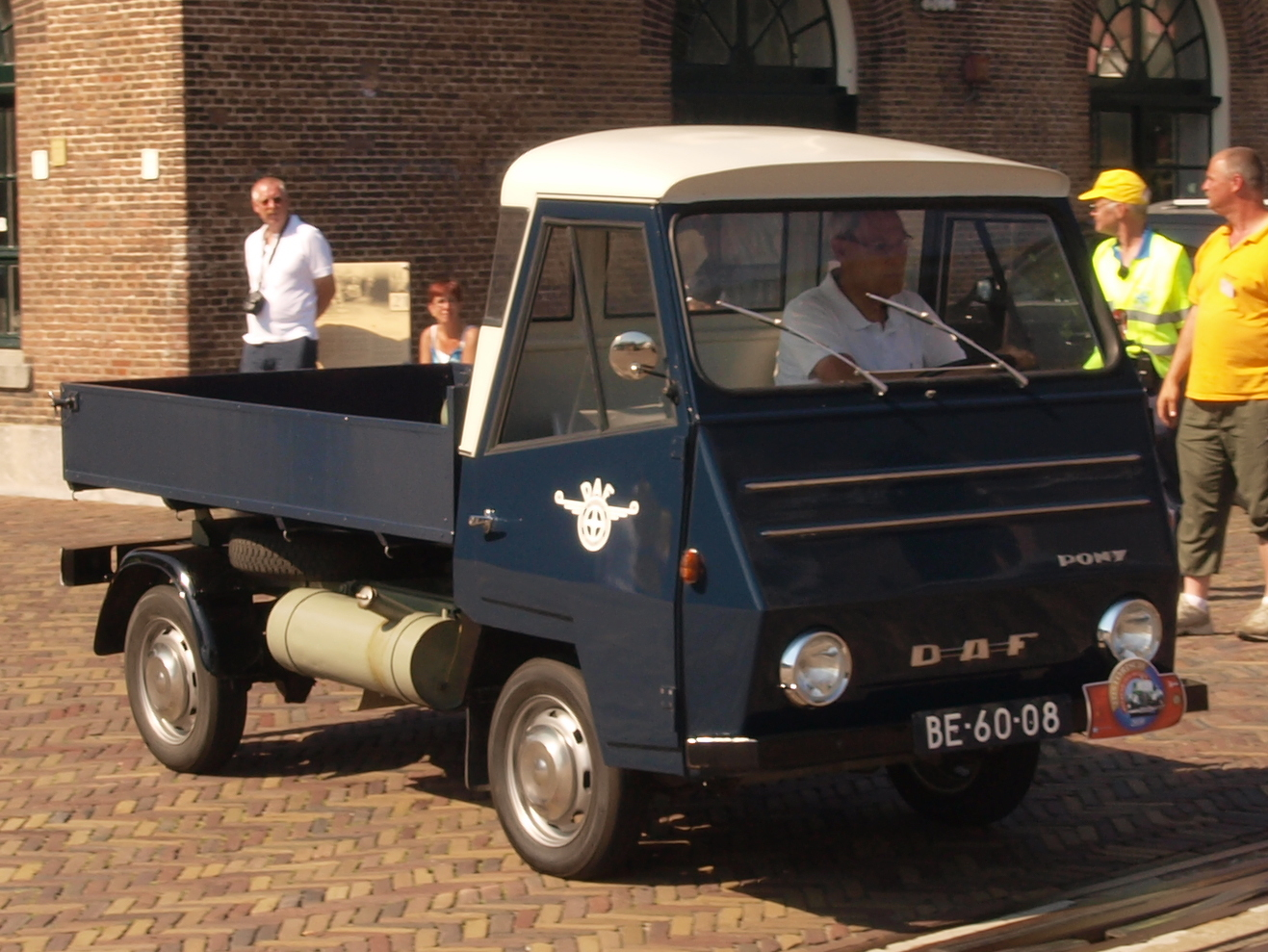
DAF Pony

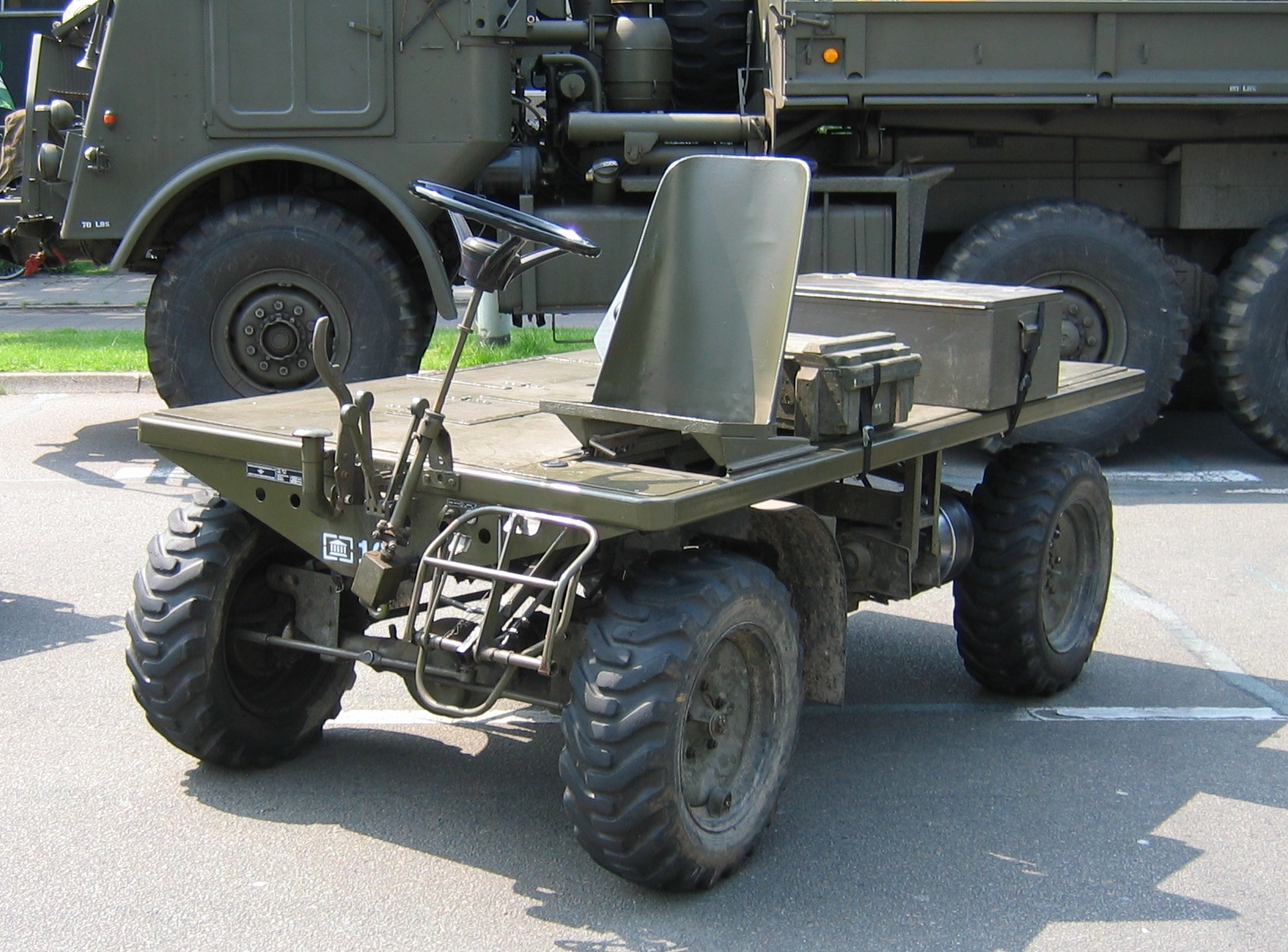
Prototyp Pony

Der DAF Pony war ein Kleintransporter des niederländischen Herstellers DAF, von dem zwischen 1968 und 1969 700 Stück gebaut wurden.
Der Pony war das Ergebnis einer Entwicklung für eine fehlgeschlagene Ausschreibung der US-Armee. Das Projekt wurde schließlich an ein amerikanisches Unternehmen vergeben, aus den Plänen entstand der DAF Pony. Er wurde mit einem modifizierten 2-Zylinder-Boxermotor und der Variomatic des DAF 44 ausgestattet, der 40 SAE-PS leistete und das Fahrzeug auf 70 km/h beschleunigen konnte. Um große Zugkräfte zu bewältigen, war die Gesamtübersetzung des DAF Pony kürzer als die des DAF 44, sie betrug fast das 2-fache.
Ein geschweißter, vorn heruntergezogener Leiterrahmen bildete das Grundgerüst des Fahrzeugs. Das Fahrwerk mit einzeln aufgehängten Rädern wurde, von einigen Verstärkungen und der Schneckenlenkung abgesehen, vom DAF 44 übernommen. Gebaut wurden Pritschenwagen und Sattelzugmaschinen.
Die Fachpresse wertete die schlechte Zugänglichkeit des Motors und die Formgestaltung als Herausforderungen für die Bewährung des Fahrzeugs. Der Pony konnte die hohen Erwartungen nicht erfüllen und wurde wegen der enttäuschenden Verkaufszahlen eingestellt.